# Ligne 10 du métro de Shanghai

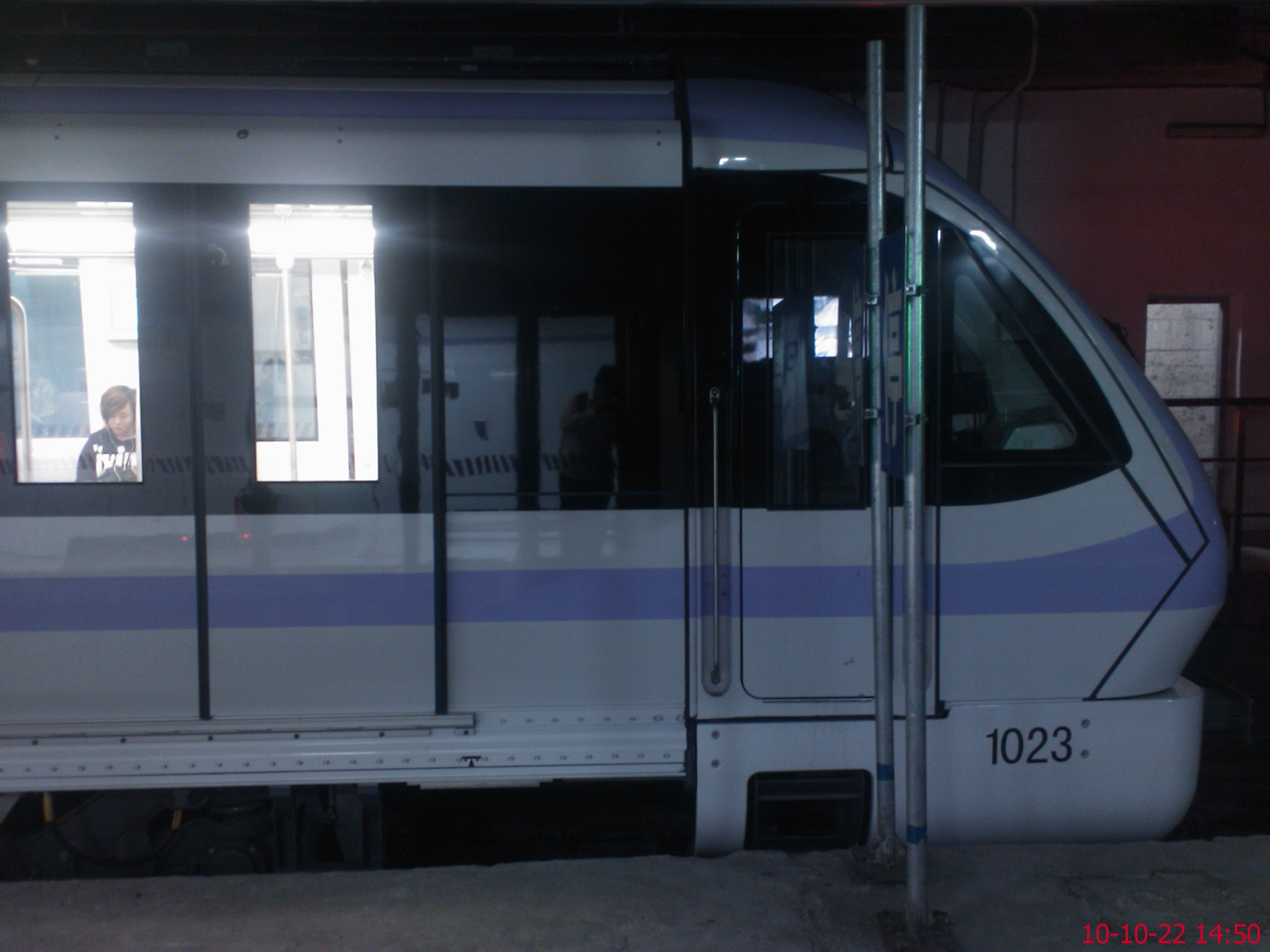
Vue de côté d'une rame AC-15 de la ligne 10

La ligne 10 du métro de Shanghai est une des seize lignes du réseau métropolitain de la ville de Shanghai, en Chine. La ligne possède 37 stations de métro sur 45 km de distance. La ligne 10 est une ligne sud-ouest-nord-est du réseau de métro de Shanghai. Il a officiellement ouvert ses portes le 10 avril 2010 et dispose d'une ligne principale et d'une ligne secondaire. La première phase de la ligne principale va actuellement de Xinjiangwancheng à Longxi Road; l'embranchement s'étend de Longxi Road sur la ligne principale à Hangzhong Road. L'extension de la gare de Hongqiao est opérationnelle depuis novembre 2010. Elle relie l'aéroport international de Hongqiao au centre-ville de Shanghai, ainsi que les quartiers résidentiels denses de Yangpu et de Hongkou. La phase 2 a été inauguré le 26 décembre 2020. La ligne est colorée en violet clair sur les cartes.

## Histoire
La ligne 10 ouvre en avril 2010.
L'extension phase 2 a ouvert le 26 décembre 2020.

## Stations notables
- Jardin Yuyuan - Station à proximité du célèbre jardin, ainsi que du Parc Gucheng
- Laoximen - Interchange avec la ligne 8.
- Zoo de Shanghai - Station proche du zoo de Shanghai dans le district de Changning.
- Xintiandi - Station située dans la zone commerçante de Xintiandi.
- East Nanjing Road - Station située près de la rue de Nankin et du Bund. Interchange avec la ligne 2.
- Université Tongji
- Aéroport de Hongjiao - Terminal 2

## Accident
27 septembre 2011, 260 blessés. Cause officielle : erreur de signalisation ayant entrainé la collision de deux rames.

## À voir
- Parc Heping à la station Heping Road.